# Smailbegovići
Smailbegovići är en ort i Bosnien och Hercegovina.   Den ligger i entiteten Federationen Bosnien och Hercegovina, i den centrala delen av landet, 20 km norr om huvudstaden Sarajevo. Smailbegovići ligger 491 meter över havet och antalet invånare är 495.
Terrängen runt Smailbegovići är huvudsakligen kuperad, men den allra närmaste omgivningen är platt. Runt Smailbegovići är det ganska tätbefolkat, med 93 invånare per kvadratkilometer.. Närmaste större samhälle är Sarajevo, 19,6 km söder om Smailbegovići. 
I omgivningarna runt Smailbegovići växer i huvudsak lövfällande lövskog.